# Elodie Eymard
Elodie Eymard (* 10. Mai 1980) ist eine französische Badmintonspielerin. 

## Karriere
Elodie Eymard gewann nach vier Titeln im Nachwuchsbereich 1999 ihre erste französische Meisterschaft bei den Erwachsenen. Elf weitere Titel folgten bis 2009. International war sie bei den French Open und den Cyprus International erfolgreich. Bei der Badminton-Weltmeisterschaft 2005 schied sie bei beiden Starts im Doppel und  Mixed in der 1. Runde aus. 2006 und 2007 schaffte sie es bis in Runde zwei.

## Sportliche Erfolge
| Saison    | Veranstaltung                                | Disziplin   | Platz | Partner/in         |
| --------- | -------------------------------------------- | ----------- | ----- | ------------------ |
| 1995/1996 | Französische Nachwuchsmeisterschaft (Cadets) | Damendoppel | 1     | Amélie Decelle     |
| 1996/1997 | Französische Juniorenmeisterschaft           | Mixed       | 1     | Olivier Fossy      |
| 1997/1998 | Französische Juniorenmeisterschaft           | Damendoppel | 1     | Amélie Decelle     |
| 1997/1998 | Französische Juniorenmeisterschaft           | Dameneinzel | 1     |                    |
| 1998/1999 | Französische Meisterschaft                   | Dameneinzel | 1     |                    |
| 1998/1999 | Französische Hochschulmeisterschaft          | Dameneinzel | 1     |                    |
| 1998/1999 | Französische Juniorenmeisterschaft           | Damendoppel | 1     | Amélie Decelle     |
| 1998/1999 | Französische Juniorenmeisterschaft           | Dameneinzel | 1     |                    |
| 1999/2000 | Französische Hochschulmeisterschaft          | Damendoppel | 1     | Aurore Meynet      |
| 1999/2000 | Französische Meisterschaft                   | Damendoppel | 1     | Amélie Decelle     |
| 2000/2001 | Französische Meisterschaft                   | Damendoppel | 1     | Amélie Decelle     |
| 2000/2001 | Französische Hochschulmeisterschaft          | Dameneinzel | 1     |                    |
| 2001/2002 | Französische Meisterschaft                   | Damendoppel | 1     | Amélie Decelle     |
| 2002/2003 | Französische Meisterschaft                   | Dameneinzel | 1     |                    |
| 2002/2003 | Französische Hochschulmeisterschaft          | Dameneinzel | 1     |                    |
| 2003/2004 | Französische Hochschulmeisterschaft          | Damendoppel | 1     | Aoife Aherne       |
| 2003/2004 | Französische Hochschulmeisterschaft          | Dameneinzel | 1     |                    |
| 2004/2005 | Französische Meisterschaft                   | Damendoppel | 1     | Weny Rahmawati     |
| 2005      | French Open                                  | Damendoppel | 1     | Weny Rahmawati     |
| 2005/2006 | Französische Meisterschaft                   | Damendoppel | 1     | Weny Rahmawati     |
| 2005/2006 | Französische Hochschulmeisterschaft          | Damendoppel | 1     | Aoife Aherne       |
| 2006      | Cyprus International                         | Damendoppel | 1     | Weny Rahmawati     |
| 2006      | Cyprus International                         | Mixed       | 1     | Svetoslav Stoyanov |
| 2006/2007 | Französische Meisterschaft                   | Damendoppel | 1     | Weny Rahmawati     |
| 2006/2007 | Französische Meisterschaft                   | Mixed       | 1     | Svetoslav Stoyanov |
| 2007      | Dutch International                          | Damendoppel | 2     | Weny Rahmawati     |
| 2007      | New Zealand Open                             | Mixed       | 3     | Svetoslav Stoyanov |
| 2007/2008 | Französische Meisterschaft                   | Mixed       | 1     | Svetoslav Stoyanov |
| 2007/2008 | Französische Meisterschaft                   | Damendoppel | 1     | Weny Rahmawati     |
| 2008/2009 | Französische Meisterschaft                   | Damendoppel | 1     | Julie Delaune      |